# 고은성 (축구 선수)
고은성(1988년 6월 23일 ~ )은 대한민국의 축구 선수이며 포지션은 수비수이다.